# هنر ایمیل
هنر ایمیل به آثار هنري اشاره دارد که برای استفاده در محیط ایمیل طراحی شده اند. هنر ایمیل شامل گرافیک های رایانه ای ‌، پویانمایی رایانه ای ،اسکرین سیور ها، اسکن های دیجیتال از آثار هنری در سایر رسانه ها و حتی هنر اسکی می باشد.هنر ایمیلی میتواند بر روی صفحه نمایش کامپیوتر یا دستگاه های مشابه نمایش داده شود،یا میتوان آن را چاپ کرد و به نمایش گذاشت.
هنري ایمیل تکاملی از جنبش هنر نامه‌نگاری شبکه ای است که در اوایل دهه ی ۱۹۹۰ آغاز شد . چاک ولش که با نام کرکر جک کید نیز شناخته میشود  با ایجاد لینک تلنت کار شبکه ای هنرمندان آنلاین اولیه را به هم دیگر متصل کرد.توسعه و تکامل تاریخی اصطلاح "هنر ایمیل" در کتاب شبکه ابدی: نتولوژی هنر پستی که توسط چاک ولش نوشته شده است و توسط انتشارات دانشگاه کلگری منتشر و ویرایش شده است، مستند شده است.
تا پایان دهه ی ۱۹۹۰ میلادی، بسیاری از هنرمندان پستی، به علت هزینه های پستی و دسترسی آسان تر به اینترنت ، به صورت تدریجی شروع به انتقال پروژه های هنری جمعی به فضای وب و اشکال جدید و ارزان ارتباط دیجیتال کردند.اینترنت امکان انتشار سریع تر دعوت نامه های هنر پستی را فراهم کرد و وبلاگ ها و وبسایت های هنر پستی به عنوان پلتفرم های رایج برای نمایش آثار و مستند سازی پروژه ها شناخته شده اند.شمار فزاینده ای از پروژه ها هنرمندان را به ارسال هنر ایمیل به صورت دیجیتالی دعوت کردند  ،چه به عنوان روش اصلی و چه عنوان گزینه ای برای ارسال آثار از طریق پست.
در سال ۲۰۰۶ ،رمز ترکی یک ایمیل دریافت کرد که حاوی یک اثز اسکن شده از هنرمند بلژیکی ، لوک فیرنس بود.او این تصویر را به حدود ۷۰۰۰ آدرس ایمیل هنرمندان ارسال کرد و به دنبال آن حدود ۲۰۰ اثر و پاسخ جمع آوری شد.

## مطالب مرتبط
- Cyberculture
- Digital art
- Fax art
- Internet art
- Mail art